# Glendon (Canada)
Glendon is een plaats in de Canadese provincie Alberta en telt 411 inwoners (2006).